# Giovanni Battista Bilesimo
Giovanni Battista Bilesimo (Fonzaso, 1716 – Venezia, 8 gennaio 1799) è stato un giurista e teologo italiano.
Figlio di Giovanni Maria e Margherita Mengotti, si formò al seminario di Padova e, al termine degli studi (1738), divenne insegnante di filosofia. Dopo aver insegnato al seminario di Feltre, si trasferì a Venezia come istruttore privato della famiglia Emo; tra i suoi allievi vi fu anche Angelo Emo, futuro ammiraglio della Serenissima.
Dal 1756 ebbe la cattedra di diritto feudale presso l'Università di Padova e, più tardi, quella di diritto naturale. In questo periodo ebbe l'incarico di curare l'edizione postuma del secondo volume delle Prose e poesie di Antonio Conti, assieme a Clemente Sibiliato e Giuseppe Toaldo.
Nel 1768 fu nominato consultore teologo della Repubblica di Venezia (lo era ancora alla caduta della Serenissima); di questo attivissimo periodo rimangono numerose memorie e pareri. Il 10 marzo 1789 i suoi meriti culturali gli valsero l'aggregazione al Consiglio nobile di Feltre con i membri della sua famiglia.
Dimessosi dalla carica di consultore, morì poco dopo nella sua casa di San Provolo.